# На бульваре (картина Маковского)
«На бульва́ре» — картина русского художника Владимира Маковского (1846—1920), созданная в 1886—1887 годах. Хранится в Государственной Третьяковской галерее в Москве (инв. 628). Размер картины — 53 × 68 см (по другим данным, 54,2 × 69 см). На полотне, сочетающем в себе элементы бытового жанра и пейзажа, изображена сценка на Сретенском бульваре в Москве в осенний пасмурный день. На скамейке сидят парень с гармоникой и его жена, приехавшая из деревни в город, чтобы навестить мужа. Позади них видны невысокие дома, примыкающие к бульвару, церковь Николая Чудотворца в Дербенёвском и Сухарева башня.
Полотно было представлено на 15-й выставке Товарищества передвижных художественных выставок («передвижников»), открывшейся в феврале 1887 года в Санкт-Петербурге, а в апреле того же года переехавшей в Москву. В том же 1887 году картина была приобретена у автора Павлом Третьяковым за 1500 рублей. Впоследствии картина «На бульваре» экспонировалась на ряде выставок, проходивших как в СССР и России, так и в других европейских странах — Великобритании, Германии и Чехословакии.
Художественный критик Владимир Стасов высоко оценил полотно «На бульваре» — в частности, обсуждая образ сидящей женщины, он писал, что «такой глубоко верный тип Владимир Маковский, да и кто угодно у нас, в первый раз затронул». Художник Борис Иогансон отмечал, что картина «На бульваре» является «одной из самых поразительных вещей» Маковского, по которой «хороший писатель мог бы написать целую повесть». По мнению писателя Сергея Варшавского, «На бульваре» — это «шедевр художника, высшее проявление его таланта и по силе психологической характеристики, и по живописному мастерству, произведение, в котором нашли себе концентрированное выражение все лучшие стороны его яркой творческой индивидуальности».

## История

### Предшествующие события и работа над картиной
В 1858—1866 годах Владимир Маковский обучался в Московском училище живописи и ваяния, где его учителями были Евграф Сорокин и Сергей Зарянко. В 1866 году за картину «Литературное чтение» Маковский был награждён большой серебряной медалью и получил звание классного художника 3-й степени, а в 1873 году за картину «Любители соловьёв» (ныне в ГТГ) он получил первую премию Общества поощрения художников (ОПХ) и был удостоен звания академика Императорской Академии художеств «по живописи народных сцен».
В 1872 году Маковский был единогласно избран членом Товарищества передвижных художественных выставок. Вплоть до 1918 года он был бессменным участником передвижных выставок, организуемых Товариществом. До 1894 года Маковский жил в Москве, с 1882 года преподавал в Московском училище живописи, ваяния и зодчества. В 1880-е годы он много работал над жанровыми сценами, среди которых было немало картин на социальные темы, показывавших тяжёлые стороны российской действительности, — таких, как «Крах банка» (1881), «Оправданная» (1882), «Свидание» (1883), «За лекарством» (1884), «На бульваре» (1886—1887), «Ночлежный дом» (1889) и другие.
Подробности, связанные с работой Маковского над полотном «На бульваре», долгое время не были известны, однако через семьдесят с лишним лет после его создания появилась информация об именах возможных натурщиков, позировавших художнику при написании картины. Историк и краевед Константин Иванов, многолетний директор Переславского музея, рассказывал, что в марте 1960 года, во время музейной экспедиции по отдалённым местам Переславского района Ярославской области, её участники посетили село Даратники. В одном из домов, где жила Ефросинья Афанасьевна Немцова, члены экспедиции увидели репродукцию картины «На бульваре», висевшую в красном углу. На вопрос, почему эта картина занимает такое почётное место, Немцова ответила: «Так ведь на ней изображены мой отец Афанасий Егорович и мать Аграфена Михайловна Филатовы». Она рассказала, что вскоре после женитьбы её отец уехал на заработки в Москву, где устроился на работу дворником на Мясницкой улице (на той же улице находилось училище, в котором работал Маковский). Молодая жена часто приезжала к Афанасию Егоровичу в Москву, там же родилась и сама Ефросинья Афанасьевна. По её словам, её родителей неоднократно рисовали художники. Немцова показала хранившиеся у неё этюды, на одном из которых была изображена её мать. Через несколько лет Иванов опять побывал в Даратниках, но Немцовой уже не было в живых (она умерла в 1964 году). Портреты и фотографии её матери, Аграфены Михайловны Филатовой, поступили в Переславский музей.
Искусствовед Галина Друженкова сообщала, что в музеях бывшего СССР, и прежде всего в Государственном Русском музее, хранится большое количество натурных зарисовок Владимира Маковского. В частности, в одном из его альбомов есть зарисовки городской перспективы, беседы двух встречных, крестьянки на бульваре, сидящего на скамье человека, а также различные портреты, которые не датированы, но, по мнению Друженковой, безусловно, являются подготовительной работой к полотну «На бульваре».

### 15-я передвижная выставка и последующие события
Картина «На бульваре» была представлена на 15-й выставке Товарищества передвижных художественных выставок, открывшейся в Санкт-Петербурге 25 февраля 1887 года, а в апреле того же года переехавшей в Москву. Петербургская часть выставки проходила в доме Боткиной (Сергиевская улица, дом 7), а московская — в помещении Московского училища живописи, ваяния и зодчества. Помимо «На бульваре», на выставке были представлены ещё восемь произведений Владимира Маковского — «Охотники» («В избушке лесника»), «У воспитательного дома», «В трактире», «В харчевне», «Рыбачки», «Пастушки», «Пейзаж» и «Перед купаньем». Там же экспонировались такие известные в будущем крупноформатные полотна, как «Боярыня Морозова» Василия Сурикова, «Христос и грешница» Василия Поленова и «Страдная пора. Косцы» Григория Мясоедова.
Полотно «На бульваре» было замечено критиками, хотя их отзывы были разноречивыми. Очень хорошо отозвался о картине Владимир Стасов, опубликовавший статью о передвижной выставке в номере «Новостей и Биржевой газеты». В то же время некоторые другие рецензенты, в том числе писатели Павел Ковалевский («Русская мысль») и Пётр Полевой («Живописное обозрение»), считали, что Владимир Маковский на 15-й передвижной выставке ничего особо выдающегося не показал, однако при этом признавали, что картина «На бульваре» представляет определённый интерес и «даёт что-то новенькое». В том же 1887 году картина «На бульваре» была приобретена у автора Павлом Третьяковым за 1500 рублей.
В 1887—1888 годах 15-я передвижная выставка продолжила своё путешествие по другим городам Российской империи, побывав в Харькове (в августе — сентябре), Елисаветграде (в сентябре — октябре), Одессе (в октябре — ноябре) и Киеве (в декабре — январе). В 1902 году полотно «На бульваре» было представлено на персональной выставке Владимира Маковского и Ефима Волкова, проходившей в Санкт-Петербурге. В 1904 году авторские повторения картин Маковского «На бульваре» и «Оправданная» входили в состав экспозиции 1-й народной выставки передвижников, проходившей в Санкт-Петербурге и Саратове. Помимо упомянутого авторского повторения, в 1900 году Маковский также создал графическую версию картины «На бульваре» (бумага, сепия, 24 × 31 см), которая ныне хранится в Пермской государственной художественной галерее (инв. Р-162, поступила в 1937 году из Комитета по делам искусств при Совнаркоме СССР).
В 1959 году картина «На бульваре» экспонировалась на выставке русских и советских художников, проходившей в Лондоне. В 1971—1972 годах полотно принимало участие в выставке «Бытовая живопись передвижников» (Ленинград, Киев, Минск), приуроченной к столетию ТПХВ. В 1972—1973 годах оно экспонировалось на проходившей в Баден-Бадене, Праге, Дортмунде и Братиславе выставке «Русский реализм». В 1983—1984 годах картина входила в состав экспозиции проходившей в Москве выставки, посвящённой 225-летию Академии художеств. Картина также экспонировалась на выставке «Москва сквозь века», проходившей в Третьяковской галерее в Москве с 8 сентября 2017 года по 21 января 2018 года.

## Сюжет, действующие лица и композиция
На картине изображена сценка на Сретенском бульваре в Москве в осенний воскресный день. В центре полотна за невысокими домами видны купол и колокольня церкви Николая Чудотворца в Дербенёвском, а у самого левого края вдали виднеется Сухарева башня. Дома, изображённые художником, находятся на внешней стороне Бульварного кольца — там, где к нему подходят Уланский и Стрелецкий (ныне Костянский) переулки, недалеко от места, где в то время находилось здание библиотеки-читальни имени И. С. Тургенева. По мнению искусствоведа Алексея Леонова, спуск, который виден у самого правого края, ведёт к Уланскому переулку, а писательница Алла Кторова полагает, что один из двухэтажных домов, изображённых на картине, находится на углу Сретенского бульвара и Костянского (ранее Стрелецкого) переулка. Многое из того, что изображено на полотне, не сохранилось до наших дней. Квартал жилых домов XIX века, замыкавших Сретенский бульвар, а также Тургеневская читальня были снесены в начале 1970-х годов при строительстве новой Тургеневской площади. Церковь Николая Чудотворца в Дербенёвском сохранилась, хотя была значительно перестроена. Сухарева башня была разрушена в 1934 году.
На переднем плане на скамейке сидит молодая семейная пара — подвыпивший парень с гармоникой и его жена, по-видимому, приехавшая из деревни в город, чтобы навестить мужа. Несмотря на то, что видны другие люди, они почти не привлекают внимания, поэтому картину «На бульваре» относят к серии двухфигурных композиций Владимира Маковского. Художник Александр Киселёв писал: «Подобные пары можно наблюдать ежедневно на бульварах Москвы, примыкающих к Трубе, Сретенке и Мясницкой и переполненных рабочим и фабричным людом, почему наша, так называемая, порядочная публика не любит избирать эти бульвары местом своих прогулок». Сретенский бульвар — самый короткий бульвар в составе Бульварного кольца, его длина составляет всего 214 м, а его название происходит от славянского слова «сретение», имеющего греческое происхождение и означающего «встреча». Этой вербальной отсылкой Маковский, вероятно, «намекает зрителю, что встреча супругов, скорее всего, продлится недолго».
Парень с гармоникой — это молодой рабочий, приехавший в Москву из деревни. В 1870-е и 1880-е годы, на начальном этапе развития капитализма в России, уход молодых людей из бедных крестьянских семей на фабрики и заводы был типичным явлением. Оказавшись в большом городе, многие из них быстро впитывали самые плохие стороны местной жизни (распущенность нравов, пьянство и другие), воспринимая это как «свободу» и желая иметь как можно меньше общего со своим деревенским прошлым. У парня курносое лицо с чубом, его поза свободна и вальяжна. Он одет «по тогдашней „фабричной“ моде»: на нём чёрные брюки и пиджак, красная косоворотка, высокие кожаные сапоги, на голове — чёрный картуз. Сидя на скамье, он наигрывает на гармонике, «спрятавшись от необходимости выяснять отношения за нехитрой мелодией». В его позе видна разухабистость, а во взгляде сквозит безразличие. Ему скучно с женой, он стыдится её деревенского вида и «выражения забитости на покорном лице». По-видимому, городская жизнь с кабаками и другими развлечениями уже заслонила его мысли о семье — возможно, что он и деньги своей семье перестал присылать.
Его жена, сидящая рядом с ним, держит на руках младенца, завёрнутого в лоскутное одеяло, рядом с ней лежит небольшой узелок. Она приехала в город к мужу в поисках опоры и поддержки, но не получила от него никакого сочувствия. Об этом свидетельствуют её горестно поникшая фигура, полное тоски лицо и остановившийся, ничего не видящий взгляд. Она внутренне сжалась, как будто ожидая беды или какого-то насилия со стороны своего мужа. Искусствовед Елизавета Журавлёва писала, что образ женщины, изображённой на картине «На бульваре», «передан с тем глубоким пониманием души русской крестьянки, которое присуще лучшим произведениям живописи и литературы второй половины XIX столетия». Молчаливая скорбь и покорность судьбе связывают образ приехавшей в город жены с образом крестьянской матери на более ранней картине Маковского «Свидание» (1883). Характерная деталь: у женщины, изображённой на картине «На бульваре», на руке, которой она держит ребёнка, надето кольцо, а её муж кольца не носит. По словам художника Бориса Иогансона, «короткая любовь прошла — осталась „бабья доля“: пелёнки, печка, ухват, мужнины побои, ожидание получки, которую может он и не донести до дому». Город, превративший молодого отца в равнодушного к своей семье человека, встретил его жену неприветливо. Фигуры прохожих на бульваре своей безучастностью подчёркивают одиночество женщины.
Значительную роль в картине «На бульваре» играет пейзаж, написанный «воздушно и мягко». Для предшествующего творчества Маковского такой подход не был характерен — обычно он писал сцены на фоне замкнутого и относительно тесного помещения. По мнению искусствоведа Софьи Каплановой, картина «На бульваре», в которой Маковский «отходит от принципа преимущественно светотеневой моделировки формы», является «наиболее свежей по живописи» из его работ. Пейзаж придаёт всей изображённой сцене лирическую окраску. Очень органично встроен в полотно типичный московский вид с невысокими домами с разноцветными крышами, которые не загораживают горизонт. Художнику удалось достичь большой цельности колорита в изображении хмурого осеннего дня. В целом полотно выдержано в серебристой цветовой гамме. Мокрые крыши домов поблёскивают в рассеянном пасмурном свете, а пожелтевшие листья хорошо смотрятся на фоне серого неба. Почти чёрный цвет стволов деревьев и столба керосинового фонаря эффектно сочетается с общей приглушённой гаммой тонов. В эту сдержанную гамму с большим тактом включены яркие пятна лоскутного одеяла и красных деталей одежды действующих лиц — мужской косоворотки и каймы на подоле женского сарафана. По словам искусствоведа Елены Нестеровой, «мягкие краски плаксивой осени стушёвывают, скрадывают надрывную интонацию и придают разыгрывающейся на наших глазах драме нейтральный, обыденный вид».

## Отзывы и критика

### XIX век
В статье «Выставка передвижников», опубликованной в номере «Новостей и Биржевой газеты» от 1 марта 1887 года, критик Владимир Стасов писал, что Владимир Маковский «выставил несколько превосходных картин, полных наблюдательности, характеристики, тонких черт душевных». Из девяти картин Маковского, экспонировавшихся на 15-й передвижной выставке, критик считал наиболее удачными три: «В харчевне», «Охотники» («В избушке лесника») и «На бульваре». Для последней из них Стасов в подробностях описал главных действующих лиц — играющего на гармонике подвыпившего молодого мужа-мастерового, который «позабыл думать» о жене и ребёнке, а также его жену, которая «сидит, потупившись в землю, и, кажется, ничего, бедная, не понимает и не думает». По словам Стасова, «такой глубоко верный тип Владимир Маковский, да и кто угодно у нас, в первый раз затронул».
В обзоре, опубликованном в апреле 1887 года в журнале «Русская мысль», писатель Павел Ковалевский отмечал, что, по его мнению, Владимир Маковский на 15-й передвижной выставке ничего особо выдающегося не представил. Тем не менее из всех его работ Ковалевский выделил картину «На бульваре», поскольку она «новее прочего» — «не по содержанию, но по тому, как сюжет трактован». Описав сидящую на скамейке семейную чету и отметив «забубённость» мужа, «пришибленность» жены и невзрачность их семейной жизни, Ковалевский заключил: «Сидят же эти люди действительно на бульваре, совсем вне картины: кругом воздух, свет и пространство настоящего, не написанного московского бульвара. С этой только стороны картина и даёт что-то новенькое».
В статье о 15-й передвижной выставке, напечатанной в журнале «Живописное обозрение» (№ 13 за 1887 год), литературовед и писатель Пётр Полевой также высказал мнение, что среди представленных жанровых картин Владимира Маковского нет «ничего выдающегося или особенно оригинального». При этом более других внимание Полевого привлекли два произведения — «Охотники» («В избушке лесника»), где ему понравился образ охотника, рассматривающего двустволку, и «На бульваре», охарактеризованное им как «будничная сцена печальной действительности», которая «выхвачена талантливым художником из быта фабричных».

### XX и XXI века
Художник Борис Иогансон отмечал, что картина «На бульваре» всегда производила на него «незабываемое впечатление», и она является «одной из самых поразительных вещей» Владимира Маковского. По словам Иогансона, автор полотна написал то, что «отложилось в памяти каждого старого москвича», — «Москву извозчиков, керосиновых фонарей, церквушек среди зелени, двухэтажных домов», и в то же время «Москву купеческую, с нарождающимся пролетариатом». Отмечая, что «нужно быть поразительным психологом, чтобы всем этим выразить мрачную эпоху Александра III», Иогансон писал: «Игра здесь идёт тончайшими средствами. Это очень тонкий рассказ. По этой маленькой картинке хороший писатель мог бы написать целую повесть».
Искусствовед Софья Гольдштейн писала, что полотно «На бульваре», посвящённое теме взаимоотношений города и деревни, проникнуто глубоким чувством. Гольдштейн отмечала, что подавленному состоянию молодой крестьянки из-за характера её встречи с мужем «вторит осенний пейзаж московского бульвара». По её словам, «и облик этих людей, и окружающее их равнодушие позволяют с особой силой почувствовать ту драму, которую принесло этой семье соприкосновение с жизнью города». По мнению Гольдштейн, такие картины, как «Свидание» (1883, ГТГ) и «На бульваре», не только характеризовали «глубину социальных обобщений, к которым художник пришёл на протяжении 80-х годов», но и «свидетельствовали о всё возрастающем живописном мастерстве Маковского».
По словам искусствоведа Алексея Леонова, картина «На бульваре» «особенно трогательна и многозначительна», а представленная на ней ситуация весьма типична для тогдашних отношений города и деревни. Признавая большой уровень мастерства, достигнутый Маковским ко времени написания этого произведения, Леонов отмечал, что «в картине нет ни надуманной композиции, ни заученных поз и жестов — всё как бы невзначай, украдкой подсмотрено в жизни», при этом колорит полотна «богат тончайшими цветовыми нюансами». Леонов писал: «Всё здесь найдено художником, всё выкристаллизовалось. Целая эпоха русской жизни воплощена в этом маленьком полотне. Высокая поэзия и правда жизни слились в нераздельное целое».
Писатель Сергей Варшавский отмечал, что основным источником творческого вдохновения Владимира Маковского была старая дореволюционная Москва конца XIX — начала XX века. Он писал, что если бы Маковский был не живописцем, а литератором, то внушительное собрание его «блестящих очерков московского быта», к которым принадлежит полотно «На бульваре», со всем основанием можно было бы назвать «Москва и москвичи», по аналогии с книгой Владимира Гиляровского. По мнению Варшавского, картина «На бульваре» — это «шедевр художника, высшее проявление его таланта и по силе психологической характеристики, и по живописному мастерству, произведение, в котором нашли себе концентрированное выражение все лучшие стороны его яркой творческой индивидуальности».
Искусствовед Елена Нестерова писала, что картина «На бульваре», вся сцена которой «будто увидена глазами равнодушного прохожего, идущего по Сретенскому бульвару и случайно бросившего взгляд на сидящую на скамейке пару», является одной из лучших работ Маковского, а его талант раскрылся в ней в полную силу. В частности, большой удачей художника она считала написанный в этой картине пейзаж. По мнению Нестеровой, в этом произведении всё показано очень точно, просто и безыскусно, «с такой спокойной правдивой интонацией, при запрятанной в глубине эмоции, что картина не сюжетом, а силой художественного выражения вызывает ассоциации с чеховским рисунком характеров, судеб, ситуаций». Нестерова называла «На бульваре» «живописной параллелью» таким повестям и рассказам Антона Чехова, как «Скучная история», «Тоска» и другие.

## Комментарии
1. ↑  Для датировки событий, происходивших в Российской империи, используется юлианский календарь («старый стиль»).
2. ↑  Также отмечалось сходство сюжетных коллизий, присутствующих в картине «На бульваре» и в чеховской повести «В овраге»[55].